# Rødovre Skøjte & Ishockey Klub
Rødovre Skøjte & Ishockey Klub (RSIK) er en dansk ishockey- og kunstskøjteløbsklub, der hører hjemme i Rødovre Skøjte Arena. Den blev stiftet d. 24. oktober 1961 i Rødovre Skøjtehal og er opdelt i en afdeling for ishockey og en for kunstskøjteløb. Ishockeyafdelingen fungerer som moderklub for den professionelle eliteoverbygning Rødovre Mighty Bulls.
Klubben blev til efter at Rødovre Kommune opførte den første overdækkede skøjtehal i Danmark. Rødovre Skøjtehal blev senere kendt under tilnavnet "Kostalden", blandt andet på grund af lugten af ammoniak, der stammede fra køleanlægget, og Rødovre Kommunes våbenskjold med en tyr.. I 1995 blev "Kostalden" afløst af en ny skøjtehal, Rødovre Skøjte Arena, som har plads til 3.600 tilskuere. Ca. 15 år senere blev denne hal suppleret af en træningshal umiddelbart ved siden af, så klubben nu råder over to isflader.
RSIK er kendt for et dygtigt talentarbejde og har igennem mange år været blandt topholdene i ungdomsrækkerne i dansk ishockey.